# Ebersberg (Vogtland)

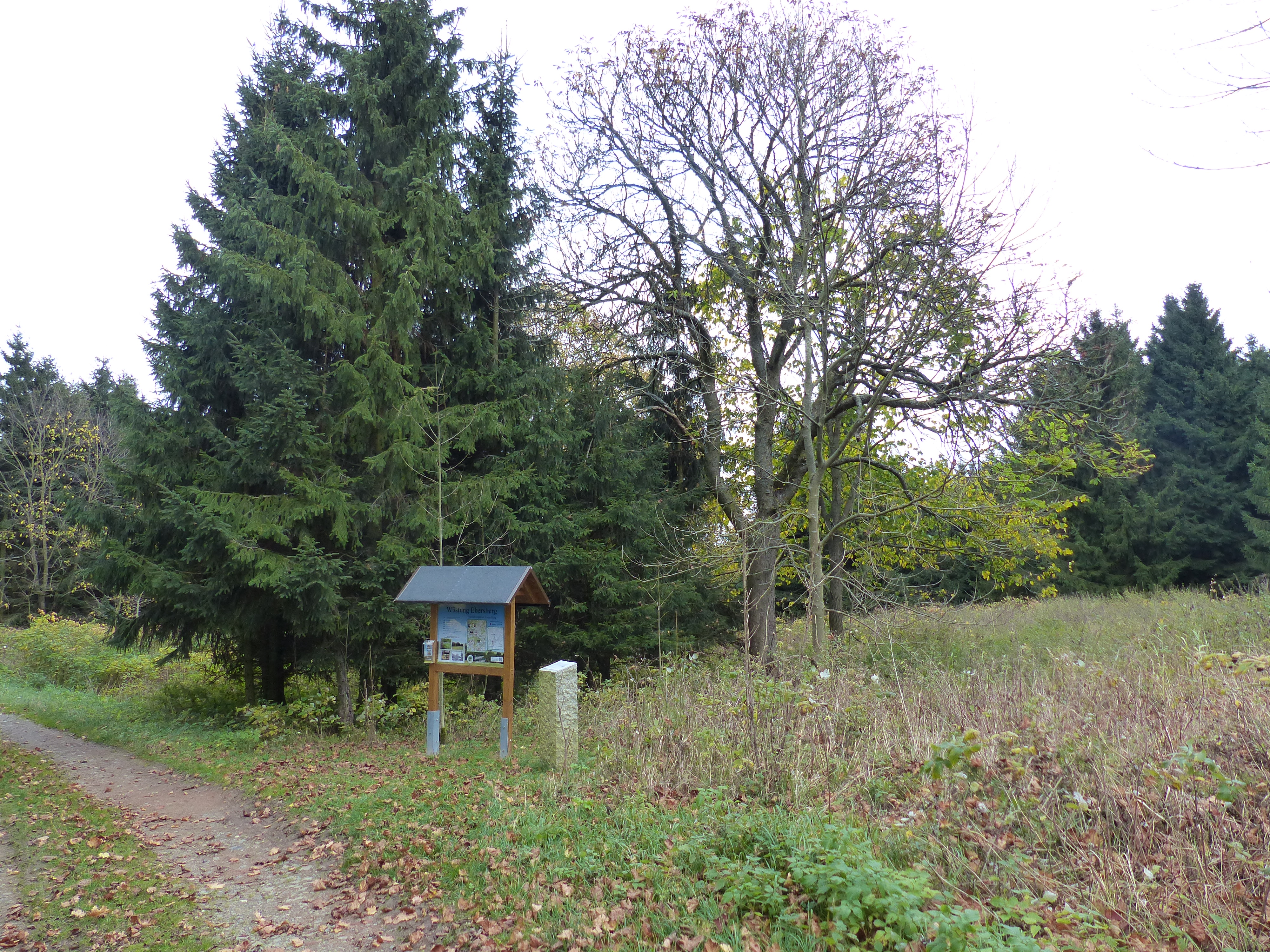
Infotafel und Stele am ehemaligen Ortsrand

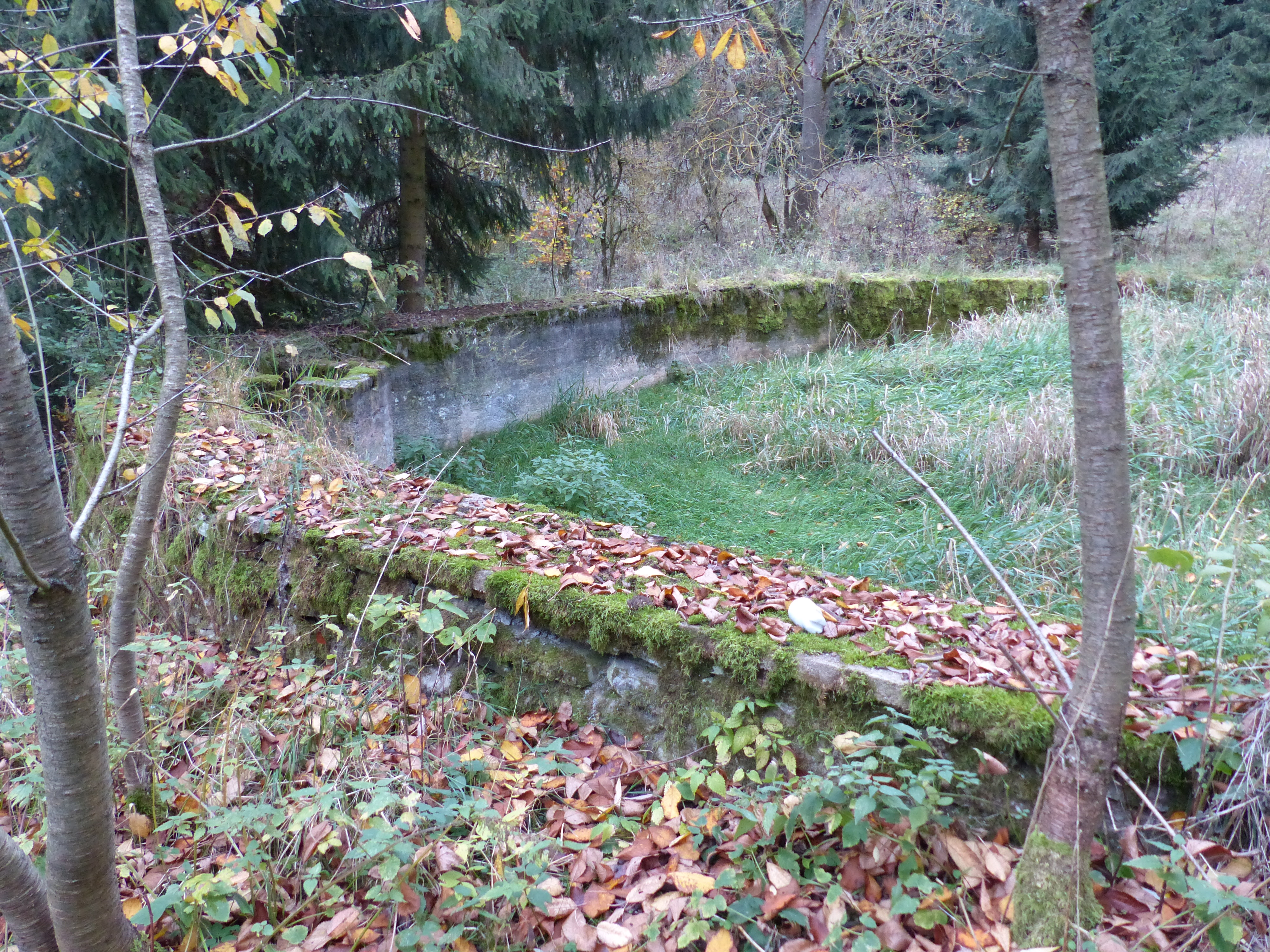
Reste der Einfassung des Löschwasserteiches

Ebersberg war ein Ort bei Wiedersberg im sächsischen Vogtland, der im Zuge der Grenzsicherung der DDR zerstört wurde.

## Geschichte
Ebersberg lag auf einer Anhöhe – am hinteren Haagberg – östlich von Wiedersberg auf etwa 541 m Höhe. Das Dorf wurde 1296 erstmals urkundlich erwähnt und gehörte 1378 zum castrum Wiedersberg, später, 1577, zum Rittergut Sachsgrün, 1764 zum Rittergut Troschenreuth. 1414 war der Ort zwischenzeitlich wüst. Kirchengeschichtlich stand Ebersberg als Streitpfarre bereits in einem Spannungsfeld des vogtländischen Grenzlandes. Der Ort besaß in den 1950er Jahren ca. 50 Einwohner und wurde 1959 nach Wiedersberg eingemeindet. Obwohl Ebersberg anders als Troschenreuth mit etwa zwei Kilometer Entfernung nicht unmittelbar an der Grenze lag, wurde es, vielleicht aufgrund der erhöhten Lage mit guter Fernsicht, im Jahr 1978 abgerissen. Die Bewohner waren ab 1961 abgewandert, viele waren nach Westdeutschland geflohen, Mitte der 1970er Jahre war der Ort entvölkert.
| Jahr      | 1557                           | 1764                           | 1834 | 1871 | 1890 | um 1950 |
| --------- | ------------------------------ | ------------------------------ | ---- | ---- | ---- | ------- |
| Einwohner | 7 besessene Mann, 11 Einwohner | 8 besessene Mann (20 Scheffel) | 76   | 72   | 53   | etwa 50 |

Frühere Namensvarianten:
- 1296: Eberhatsperch
- 1378: Ebirhardsberg
- 1414: zu Ebersperge eine wustenunge
- 1460: Ebirßpurg
- 1470: Ebirsperg
- 1542: Eberspärgk
- 1578: Eberßbergk.

## Ebersberg heute
Die Wüstung liegt heute in einem Wald. Als Nebenwege erhalten geblieben sind einige Verbindungsstraßen. Einzelne Bäume stammen offenbar noch aus der Zeit, als der Ort existierte. Erkennbar sind flache Mauerreste, darunter markant die Einfassung des ehemaligen Löschwasserteiches. Als Teil des „Wanderwegs zu Schicksalorten“ erhielt das ehemalige Dorf 2015 und 2017 vor Ort Infotafeln, der Weg beginnt bei der Burgruine Wiedersberg und führt u. a. nach Troschenreuth, Hasenreuth und zum Dreiländereck.